# Verquin
Verquin település Franciaországban, Pas-de-Calais megyében. Lakosainak száma 3452 fő (2022. január 1.). Verquin Béthune, Drouvin-le-Marais, Fouquières-lès-Béthune, Nœux-les-Mines, Vaudricourt és Verquigneul községekkel határos.

## Népesség
A település népessége az elmúlt években az alábbi módon változott:
| Lakosok száma | 3436 | 3431 | 3458 | 3452 | 3476 | 3501 | 3477 | 3459 | 3452 |
|               | 2013 | 2015 | 2016 | 2017 | 2018 | 2019 | 2020 | 2021 | 2022 |